# Non-fungible token
Non-fungible token, NFT, är en särskild typ av kryptoteknik som bland annat används som ägarbevis vid försäljning av digital konst. Varje token motsvarar en unik del i en blockkedja som skapar ett slags digitalt fingeravtryck. Detta gör att digitala konstverks originalitet och autenticitet kan verifieras, vilket i kombination med intensiv marknadsföring ledde till att marknaden för digital konst växte enormt och att priserna sköt i höjden. Ganska snart kraschade dock priserna igen, sedan NFT:s börjat massproducerats och insikt om att unicitet i sig inte utgör någon som helst garanti för ett verkligt värde. Till skillnad vad som oftast påstods i marknadsföringen gav inte tillgången till den unika delen i blockkedjan några som helst rättigheter till konstverket i sig, vilket gjorde dem tämligen oanvändbara som konst.
Till skillnad från annan kryptovaluta där varje token är likställd med en annan kan inte en NFT bytas ut, den är alltså inte fungibel (utbytbar).
NFT:er är en form av speciesgods.
NFT-tekniken används även för att skapa så kallade digitala samlarkort och tillgångar eller tillträde till olika delar i datorspel.

## Historia
Teknologin började utvecklas 2014 som ett lager ovanpå Bitcoin. Den fick dock sitt stora genombrott genom samlarkorten Cryptokitties(en) i december 2017 som kunde köpas med kryptovalutan Ethereum. Intresset för teknologin ökade ytterligare när den digitala konstnären Beeple sålde en NFT för rekordbeloppet 69 miljoner dollar i mars 2021, vilket tydligt demonstrerade dess ekonomiska möjligheter.
I konstvärlden kallas detta "ett potentiellt paradigmskifte". Det har funnits digital konst sedan digitaliseringen infördes på 1960-talet men det är först nu med den nya blockkedjetekniken som man kan försäkra att verket är ett original och därmed skiljer sig från kopiorna.

## Koldioxidutsläpp
På samma sätt som andra kryptovalutor som använder sig av bevis-på-arbete har NFT kritiserats för att orsaka stora koldioxidutsläpp, bland annat av artisterna Simon Stålenhag och Memo Akten. Vissa NFT-plattformar arbetar på att i framtiden istället använda sig av bevis-på-insats vilket har en mycket mindre energiåtgång, men har inte lanserats än.